# اولبو
اولبو (به مجاری: Ölbő) یک شهرداری در مجارستان است که در واش واقع شده‌است. اولبو ۲۳٫۵۳ کیلومتر مربع مساحت دارد.